# George Crabbe
Pour les articles homonymes, voir Crabbe.
George Crabbe est un poète et un entomologiste britannique, né le 24 décembre 1754 à Aldeburgh dans le Suffolk et mort le 3 février 1832 à Trowbridge dans le Wiltshire.

## Biographie
George Crabbe est le fils d'un collecteur d’impôt. Très jeune, il manifeste un amour de la poésie. Apprenti chez un médecin, il rencontre sa future femme, Sarah Elmy. Sa première œuvre importante est le poème intitulé Inebriety qu’il publie lui-même en 1775. Ayant à cette époque achevé sa formation médicale, il choisit de ne pas devenir médecin, mais de se consacrer à l’écriture.
En 1780, il se rend à Londres, où il connaît un petit succès, et rencontre en particulier Edmund Burke (1729-1797) qui, conscient de ses capacités, lui apporte son aide pour son poème The Library, publié en 1781. Conseillé par Burke et attiré par la religion, Crabbe est ordonné prêtre et nommé chapelain de Charles Manners, 4e duc de Rutland (1754-1787) au château de Belvoir dans le Leicestershire.
En 1783, il épouse Sarah.
En 1814, il devient recteur (vicar) de Trowbridge dans le Wiltshire où il reste dix-huit ans, jusqu'à sa mort.  À cette époque, il est un auteur respecté et l’ami d’importants écrivains de son temps comme William Wordsworth (1770-1850), Sir Walter Scott (1771-1832). Il est aussi le poète favori de Jane Austen (1775-1817), qui le cite dans plusieurs de ses romans, en particulier Raison et Sentiments et Mansfield Park.

## Œuvres

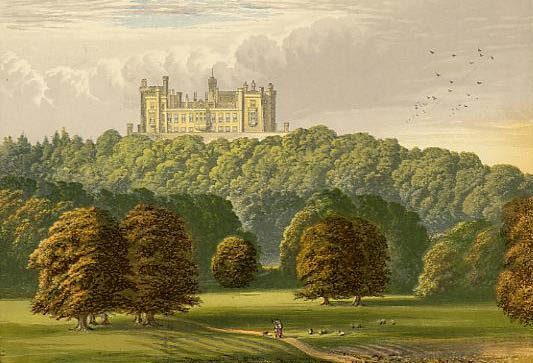
Le château de Belvoir dominant le Val de Belvoir, gravure de 1880.

### Œuvres poétiques
Les deux œuvres qui rendent Crabbe célèbre  sont The Village (1783) et The Borough (1810) ; ces deux longs poèmes correspondent aux deux périodes de sa carrière. The Village, comme The Library sont influencés par les poètes néo-classiques, en particulier Alexander Pope. Comme eux, il utilise volontiers la strophe héroïque (Heroic couplet (en)). Les longs poèmes écrits à Trowbridge, comme The Borough et Tales in Verse, sont plus personnels et originaux. Ils évoquent ses jeunes années à Aldeburgh, sa ville natale.
Observateur  et méticuleux de la vie rurale, il en fait un portrait très réaliste.
Lord Byron (1788-1824) était un fervent admirateur de la poésie de Crabbe et l’avait baptisé  « Nature's sternest painter, yet the best » (« le plus rigoureux peintre de la nature, voire le meilleur »).
L’opéra Peter Grimes composé en 1944 par Benjamin Britten, qui a vécu à Aldeburg à partir de 1942, et y est mort en 1976, porte le nom du pêcheur, personnage principal de The Borough (en), .

### Œuvre scientifique

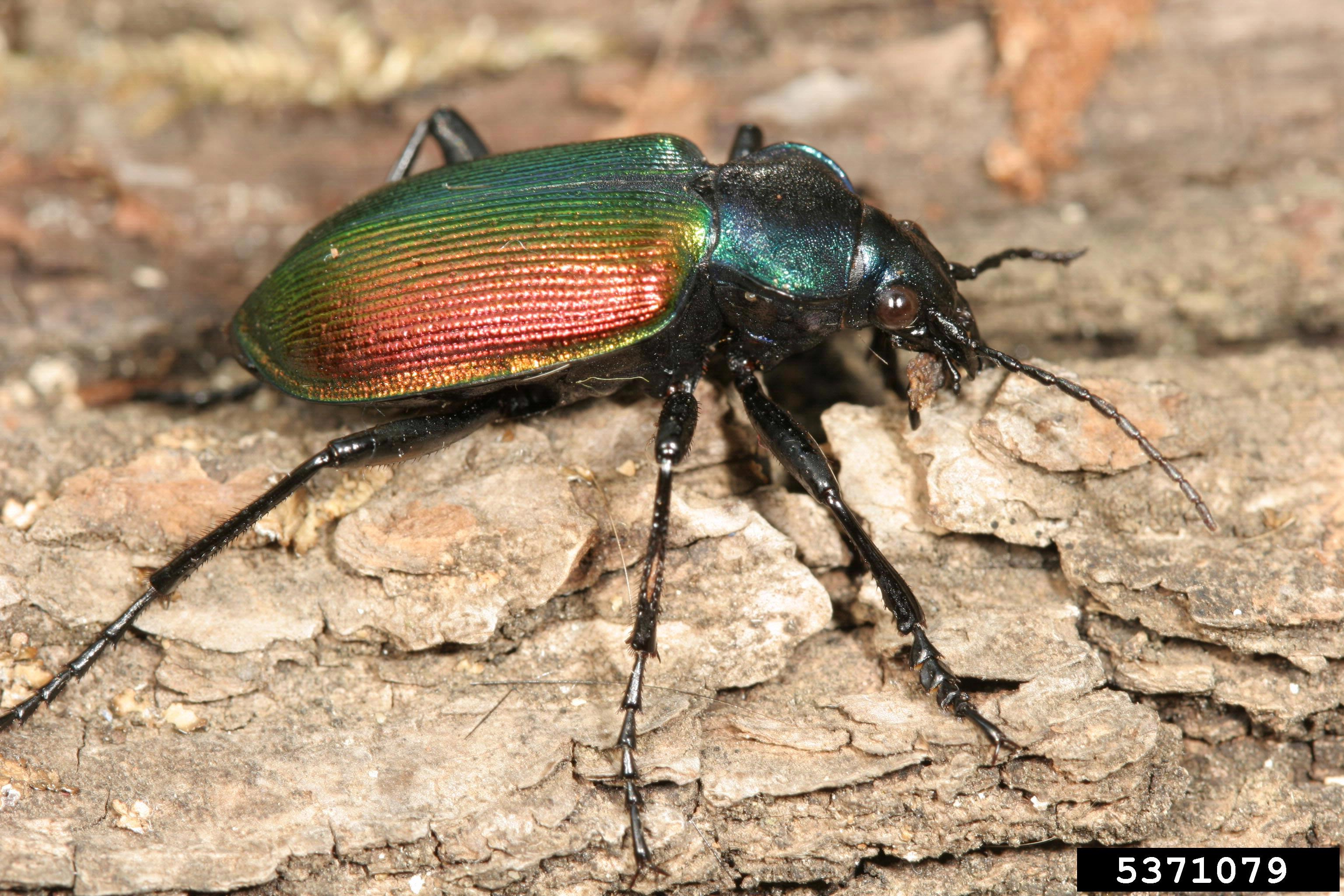
Un calosome, prédateur des chenilles processionnaires.

Mais Crabbe n'est pas seulement un poète, il est aussi est un spécialiste des coléoptères très réputé et très actif. Il est le premier à avoir signalé la présence du calosome, (Calosoma sycophanta) dans le Suffolk. Il est l’auteur d’un essai sur l’histoire naturelle du Vale of Belvoir (en) qui est inclus dans Bibliotheca Topographia Britannica, VIII, Antiquities in Leicestershire.
Il réalise une liste des 70 espèces de coléoptères locaux. Celle-ci est étudiée par l’entomologiste Horace Donisthorpe (1870-1951) qui conclut que Crabbe n’était pas seulement un fin connaisseur de la faune britannique mais était également informé de la littérature scientifique de son temps, notamment des œuvres de Carl von Linné (1707-1778) et de Johan Christian Fabricius (1745-1808).

## Liste partielle des publications
- Inebriety (1775)
- The Candidate (1780)
- The Library (1781)
- The Village (1783)
- The Newspaper (1785)
- The Parish Register (1807). Le narrateur fictif de ce poème, un pasteur de campagne, relate sans pathos, sans attendrissement inutile, les événements cruciaux de la vie de ses humbles paroissiens : naissances, mariages, morts, dans des sortes de « confessions à mi-voix [qui] atteignent au pathétique par la révélation directe de tant d'humbles misères »[3]. Le personnage principal de Mansfield Park de Jane Austen tire son nom de la « charmante et chaste » Fanny Price, qui apparaît dans Marriage, 2e partie de The Parish Register (Le Registre paroissial).
- The Borough (1810); en français : 200 vers extraits de la lettre XXII, in : Peter Grimes, programme. Paris: Théâtre du Châtelet 1995, p. 39-43 ; repris Opéra de Lyon, 2014, p. 216-218, trad. Bernard Banoun.
- Tales in Verse (1812)
- Tales of the Hall (1819)
- Posthumous Tales (1834)

Le peintre Clarkson Frederick Stanfield travailla aux illustrations d'une édition de 1833. Pour ce faire, il alla faire des études préparatoires dans le Suffolk.